# Bertry
Bertry település Franciaországban, Nord megyében. Lakosainak száma 2138 fő (2022. január 1.). Bertry Caudry, Troisvilles, Clary, Maretz, Maurois, Montigny-en-Cambrésis és Reumont községekkel határos.

## Népesség
A település népességének változása:
| Lakosok száma | 2259 | 2207 | 2218 | 2177 | 2174 | 2168 | 2158 | 2148 | 2138 |
|               | 2013 | 2015 | 2016 | 2017 | 2018 | 2019 | 2020 | 2021 | 2022 |